# Албанія на літніх Олімпійських іграх 1996
Албанія на літніх Олімпійських іграх 1996 року, які проходили в американському місті Атланта, була представлена 7 спортсменами (4 чоловіками і 3 жінками) у 5 видах спорту — легка атлетика, боротьба, велоспорт, стрільба і важка атлетика. Прапороносцем на церемонії відкриття Олімпійських ігор була метальниця списа Мірела Маніяні.
Албанія втретє взяла участь у літніх Олімпійських іграх. Албанські спортсмени не завоювали жодної медалі.

## Боротьба
Чоловіки
Вільна боротьба
| Спортсмен         | Дисципліна | Раунд 1                 | Раунд 2                      | Раунд 3            | Раунд 4            | Раунд 5            | Фінал              | Фінал |
| Спортсмен         | Дисципліна | Суперник Результат      | Суперник Результат           | Суперник Результат | Суперник Результат | Суперник Результат | Суперник Результат | Місце |
| ----------------- | ---------- | ----------------------- | ---------------------------- | ------------------ | ------------------ | ------------------ | ------------------ | ----- |
| Шкелькім Тропліні | −100 кг    | Олег Ладик (CAN) L Fall | Давуд Магомедов (AZE) L 0-10 | не пройшов         | не пройшов         | не пройшов         | не пройшов         | 18    |

## Важка атлетика
| Спортсмен     | Дисципліна | Ривок (kg) | Поштовх (кг) | Разом (кг) | Місце |
| ------------- | ---------- | ---------- | ------------ | ---------- | ----- |
| Ілірджан Сулі | до 76 кг   | 147.5      | 175          | 322.5      | 14    |

## Велоспорт
| Спортсмен    | Дисципліна                            | Час | Місце        |
| ------------ | ------------------------------------- | --- | ------------ |
| Беснік Мусай | індивідуальна шосейна гонка, чоловіки | -   | не фінішував |

## Легка атлетика
| Спортсмен      | Дисципліна               | Кваліфікація | Кваліфікація | Фінал      | Фінал      |
| Спортсмен      | Дисципліна               | Результат    | Місце        | Результат  | Місце      |
| -------------- | ------------------------ | ------------ | ------------ | ---------- | ---------- |
| Мірела Маніяні | метання списа (жінки)    | 55.64        | 24           | не пройшла | не пройшла |
| Вера Бітанжі   | потрійний стрибок, жінки | 12.82        | 25           | не пройшла | не пройшла |

## Стрільба
| Спортсмен      | Дисципліна                         | Кваліфікація | Кваліфікація | Фінал      | Фінал      |
| Спортсмен      | Дисципліна                         | Бали         | Місце        | Бали       | Місце      |
| -------------- | ---------------------------------- | ------------ | ------------ | ---------- | ---------- |
| Діана Мата     | пневматичний пістолет, 10 м, жінки | 363          | 38           | не пройшла | не пройшла |
| Діана Мата     | пістолет, 25 м, жінки              | 575          | 20           | не пройшла | не пройшла |
| Енкелейда Шегу | пневматичний пістолет, 10 м, жінки | 377          | 21           | не пройшла | не пройшла |
| Енкелейда Шегу | пістолет, 25 м, жінки              | 576          | 15           | не пройшла | не пройшла |